# Thalamita annulipes
Thalamita annulipes is een krabbensoort uit de familie van de Portunidae. De wetenschappelijke naam van de soort is voor het eerst geldig gepubliceerd in 1957 door Stephenson & Hudson.